# Podlužany (Nitra)
Podlužany é um município da Eslováquia, situado no distrito de Levice, na região de Nitra. Tem 8,75 km² de área e sua população em 2018 foi estimada em 762 habitantes.

## Demografia
| Ano:        | 1994 | 2004   | 2014   | 2024   |
| ----------- | ---- | ------ | ------ | ------ |
| Broj ljudi: | 777  | 764    | 773    | 759    |
| Razlika:    |      | -1,67% | +1,17% | -1,81% |

| Ano:               | 2023 | 2024   |
| ------------------ | ---- | ------ |
| Número de pessoas: | 762  | 759    |
| Diferença:         |      | -0,39% |